# Valdemaras Novickis
Valdemaras Novickis (russisch Вальдемар Новицкис; * 22. Februar 1956 in Kalesninkai; † 31. Januar 2022 in Kaunas) war ein sowjetischer bzw. litauischer Handballspieler und Handballtrainer. Er wurde im Angriff auf Rückraum Mitte eingesetzt, galt aber als ausgewiesener Abwehrspezialist.

## Vereinskarriere
Der 1,86 m große und zu seiner aktiven Zeit 103 kg schwere Rechtshänder begann seine Profikarriere in seiner Heimatstadt bei Žalgiris Kaunas mit dem Handballspiel. Nach seinem Wechsel zum Stadtrivalen Granitas Kaunas wurde er 1981 und 1985 sowjetischer Vizemeister sowie 1979 und 1986 Dritter. 1986/87 führte er Granitas als Kapitän zum Gewinn des IHF-Pokals durch zwei Unentschieden (23:23, 18:18) gegen Atlético Madrid. Nur ein Jahr später unterlag er im Finale des IHF-Pokals 1987/88 dem HC Minaur Baia Mare (21:20, 20:23). Anschließend wechselte er in der Saison 1988/89 nach Spanien zu BM Puleva Málaga und von dort nach Deutschland zum VfL Bad Schwartau, mit dem er 1990 Meister der 2. Handball-Bundesliga wurde. Ein daran anschließendes Angebot in Dänemark nahm er nicht an und kehrte nach Litauen zurück. Seine Karriere beendete er bei Granitas Kaunas.

## Auswahlmannschaften
Mit der sowjetischen Juniorenauswahl wurde er 1977 Junioren-Weltmeister. Bei der Weltmeisterschaft 1978 unterlag er mit der sowjetischen Männer-Handballnationalmannschaft der westdeutschen Mannschaft. Auch bei den Olympischen Spielen 1980 in Moskau musste er sich mit Silber begnügen; hier unterlag das sowjetische Team der ostdeutschen Auswahl. Novickis' Teilnahme war fraglich, da er sich nur zwei Wochen zuvor das Bein gebrochen hatte. Bei der Weltmeisterschaft 1982 gewann er seinen ersten großen Titel. Durch ein 30:27 nach Verlängerung gegen Jugoslawien wurde er Weltmeister. Für den Titel erhielt er die Auszeichnung Verdienter Meister des Sports der UdSSR. 1985 besiegte er die DDR-Auswahl im Endspiel des Supercups in Deutschland, bei dem er trotz Verletzungen an der Hand und am Bein weiterspielte. 1986 wurde er für ein halbes Jahr aus der Nationalmannschaft verbannt, nach seiner Rückkehr wurde er dann zum Kapitän gewählt. Bei den Olympischen Spielen 1988 in Seoul wurde er mit der Sowjetunion Olympiasieger.

## Trainer
Valdemaras Novickis wurde nach seinem Karriereende 1993 Trainer der neu gegründeten litauischen Nationalmannschaft, die er bis 2000 betreute und mit ihr an der Weltmeisterschaft 1997 und der Europameisterschaft 1998 teilnahm. Parallel trainierte er von 1993 bis 2019 Granitas Kaunas, mit dem er 14 Meisterschaften und elf Pokalsiege errang.

## Privates
Sein Sohn Valdas Novickis ist ebenfalls Handballnationalspieler.
Nach seiner Zeit als Trainer von Granitas Kaunas war er dort als Sportdirektor tätig. Valdemaras Novickis starb 2022 an einem Krebsleiden.